# Зубры (клуб по американскому футболу)
«Зубры» — белорусский клуб по американскому футболу из Минска. Основан в 1991 году. Выступал в чемпионате Украины, где единственный раз становился победителем в 2016 году.

## История
Осенью 1990 года группа игроков минского клуба «Драконы» во главе с Иваном Садовским приняла решение создать самостоятельную команду. В начале 1991 года Садовский привлёк несколько спонсоров, среди которых были страховая компания «АСКО», банк «МИКАБАНК» и предприятие «САР-СОМ» (Капитализм-Коммунизм). Датой основания нового клуба под названием «Зубры» считается 28 мая 1991 года, когда во Дворце Профсоюзов состоялась его официальная презентация. После появления «Зубров» клуб «Драконы» прекратил своё существование.
Помимо основной команды, в структуре «Зубров» начали со временем появился юношеский фарм-клуб «Аисты» и детская команда. Их тренировали Юрий Кожевников, Сергей Микулич и Игорь Сенибабнов. Впоследствии система подготовки молодых игроков сохранилась, а фарм-клуб получил название «Минские Лоси».
Первые матчи клуба состоялись весной и летом 1991 года. Осенью того же года спонсоры команды пригласили профессионального тренера из США Монте Кларка. В сентябре 1991 года он провёл сборы в Стайках, где команда изучала основы американского футбола и проходила интенсивные двухразовые тренировки.
В период с 1992 по 1994 год «Минские Зубры» трижды становились чемпионами СНГ, противостоя командам из Москвы, Донецка и Харькова. В 1995 году клуб завоевал серебряные медали Кубка СНГ. Своё первое турне по США белорусская команда провела в 1993 году, где провела два матча с полупрофессиональными клубами «Бей Сити Бульдогс» и «Лэйк Каунти Кнайтс», уступив в обеих встречах.
Вторая поездка в США состоялась в августе 1994 года. В течение месяца команда сыграла четыре матча со студенческими командами второго дивизиона NCAA: «Ливингстон Каунти», «Тейлор университет», «Алабамский университет» (UAB) и «Юнион Колледж». На базе Алабамского университета прошли недельные сборы, завершившиеся матчем со вторым составом студенческой команды, который завершился со счётом 7:7.
В 1996 году клуб заявился в Европейскую футбольную лигу, но сразу же отказался от участия из-за отсутствия финансирования. Со следующего года «Минские Зубры» начали тренироваться на базе Института парламентаризма и предпринимательства. В 2007 году команда отправилась в Варшаву, где провела матч с чемпионом Польши «Варшавские Орлы», победив со счётом 26:0. В том же году «Зубры» сыграли товарищеский матч со сборной Польши до 21 года, одержав победу 13:6.
В 2009 году команда впервые заявилась для участия в чемпионате Украины, где её лучшим результатом стала победа в турнире 2016 года. В финале, состоявшемся в Ужгороде, «Минские Зубры» обыграли киевских «Бандитов». В 2016 году «Зубры» стали первым клубом в Беларуси, принявшим в состав игрока из США — Майкла Холла, а в августе 2017 года к команде присоединились Эммануэль Льюис и Мич Итон, следом за которыми в марте 2018 года команду пополнили Кейт Рэй и Лапариш Льюис. К 2019 году «Минские Зубры» провели более 200 матчей в разных турнирах. Летом 2021 года игрок клуба «Минские Зубры» Ростислав Стефанович был осуждён на восемь лет за участие в массовых протестах во время президентских выборах 2020 года.

## Достижения
Чемпионат СНГ:
- Первое место: 1992, 1993, 1994

Кубок СНГ:
- Второе место: 1995

Донбасс Арена Боул
- Третье место: 2001

Чемпионат Украины:
- Первое место: 2016
- Второе место: 2009, 2010, 2011

Восточная лига американского футбола:
- Первое место: 2013

Кубок Монте Кларка:
- Первое место: 2017, 2019 (арена-футбол)

Кубок Балтики:
- Первое место: 2016